# Björn Eklund
Carl Björn Oscar Eklund, född 6 augusti 1935 i Oscars församling i Stockholm, död 12 maj 2019 i Gustav Vasa distrikt i Stockholm, var en svensk militär.

## Biografi
Eklund avlade officersexamen vid Krigsskolan 1957 och utnämndes samma år till fänrik i armén, varefter han befordrades till kapten vid Norrlands trängregemente 1965. Han befordrades han till major 1972, var lärare vid Militärhögskolan 1973–1977, befordrades till överstelöjtnant 1974, utnämndes till överstelöjtnant med särskild tjänsteställning 1981 och var chef för Arméns underhållsskola 1981–1984. År 1984 befordrades Eklund till överste, varefter han var chef för Norrlands trängregemente 1984–1993.
Björn Eklund var son till linjemästaren Erik Eklund och Siri Karlsson. Han gifte sig 1962 med Majken Eriksson (född 1937).